# Славянское благотворительное общество
Славянское благотворительное общество (также Славянский благотворительный комитет или Славянский комитет) — общественная организация в Российской империи, учреждённая в начале 1858 года кружком московских славянофилов в Москве как Славянский благотворительный комитет, имевший целью благотворение православным и другим славянам из добровольно собираемых пожертвований.
Побудительным мотивом для его учреждения было «образование в Западной Европе и Турции обществ для распространения между южными славянами пропаганды латинской, иезуитской и политической с целью уничтожить влияние России» в населяемых ими оттоманских владениях; для этой пропаганды пользовались, среди прочего, возникшим тогда разладом между Константинопольским патриархом и болгарами.
Общество занималось распространением бесплатных книг, учредило премии за научные труды, помогало переселяющимся в Россию (преимущественно чехам), организовывало чтения рефератов о славянстве и славянских делах, финансировало открытие школ и церквей.

## История

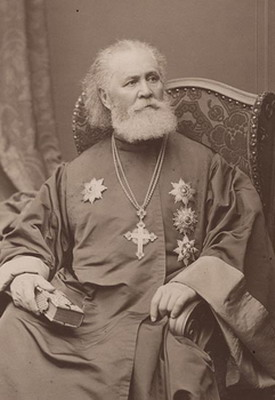
Почётный член общества Михаил Фёдорович Раевский

### Москва
Общество было организовано кружком московских славянофилов; 26 января (7 февраля) 1858 года Александр II утвердил Устав Славянского благотворительного комитета в Москве.
В числе первых членов Славянского благотворительного комитета: А. Н. Бахметьев, граф А. С. Уваров, Ф. И. Иноземцев, Ю. Ф. Самарин, М. Н. Катков, А. И. Кошелев, Ф. И. Буслаев, О. М. Бодянский, А. С. Хомяков, С. Т. Аксаков, Н. В. Павлов, С. М. Соловьёв, М. Я. Киттары, Н. Ф. Павлов, С. А. Смирнов, А. С. Ефремов, А. Н. Драшусов, К. И. Александров-Дольник, Н. Ф. Фон-Крузе, А. А. Майков, П. М. Леонтьев, А. И. Корсаков, И. М. Соколов, М. А. Максимович, М. П. Погодин, П. И. Бартенев, К. С. Аксаков, князь Ю. А. Оболенский, С. М. Сухотин, А. Н. Карамзин, А. И. Рачинский. В 1858 году учредители внесли более 2500 рублей; главными жертвователями стали: А. Н. Бахметев и А. И. Кошелев — по 500 руб., А. С. Хомяков — 250 руб., Ю. Ф. Самарин — 150 руб., митрополит московский Филарет — 300 руб., Ю. ф. Самарин — 250 руб. В последующие годы (1859—1862) пожертвования в пользу Комитета увеличились (за три года было внесено более 10 тысяч руб.); так, вступившие в комитет в 1859 году Д. Е. Бенардаки внёс 1000 руб., а Александр, Дмитрий и Николай Павловичи Шиповы — 1650 руб.
Первый председатель — А. Н. Бахметев, после смерти которого в 1861 году председателем стал М. П. Погодин. Затем его возглавлял И. С. Аксаков (1875—1878). Секретарём комитета с 1864 года был Н. А. Попов. При Погодине деятельность Славянского благотворительного комитета охватила все славянские народы (за исключением поляков); в 1863 году Славянский комитет при поддержке митрополита Филарета добился восстановления в русском церковном календаре дня памяти Св. Кирилла и Мефодия (11 мая). В 1865 году под редакцией М. П. Погодина вышел «Кирилло-Мефодиевский сборник», в 1867 году Мартынов И. М. издал второй выпуск «Кирилло-Мефодиевского сборника».
После резкого выступления в Московском университете председателя общества И. С. Аксакова против изменений, внесённых в Сан-Стефанский договор в ущерб интересам России и славянских народов Балканского полуострова, Московское Славянское общество было закрыто 21 июля 1878.

### Санкт-Петербург

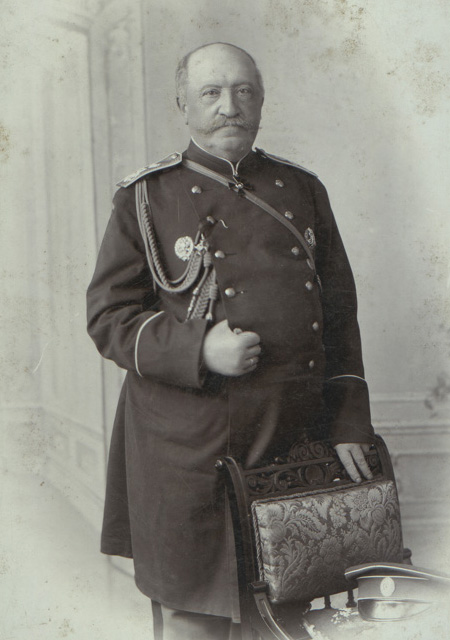
Председатель петербургского общества Н. П. Игнатьев.

В 1868 году было образовано Санкт-Петербургское отделение Московского общества — Санкт-Петербургский комитет Славянского благотворительного общества, при котором работала «издательская комиссия» для издания книг. Создание Санкт-Петербургского отделения стало прямым результатом Славянского съезда 1867 года, по случаю этнографической славянской выставки.
Первым председателем Санкт-петербургского отделения стал А. Ф. Гильфердинг (1869—1872). После него председательствовали И. П. Корнилов (1872—1876) и А. И. Васильчиков (с 1876).
В 1877 году было создано Петербургское славянское общество, также как благотворительное. Поэтому основным направлением деятельности был сбор денег и финансирование обучения в российских университетах славян, издание книг. Общество присуждало премии: Кирилло-Мефодиевскую, им. Гильфердинга. Председателями общества были: А. И. Васильчиков (до 1878), К. Н. Бестужев-Рюмин (1878—1879; 1880—1882), В. И. Ламанский (1879—1880), П. П. Дурново (с 1882), Н. П. Игнатьев (1888—1908), А. А. Нарышкин (с 1908), П. Д. Паренсов (1912—1914), А. И. Соболевский (1915—1921). С 1876 по 1900 годы заседания общества проходили в здании Русского Музыкального Общества в доме № 9 на Площади Островского. Более четверти века, с 1876 по 1901 год, бессменным секретарем общества служил В. И. Аристов.
В 1885 и 1888 годах Петербургское славянское общество стало инициатором празднования двух общероссийских и всеславянских юбилеев: 1000-летия кончины Св. Мефодия и 900-летия Крещения Руси. В 1886—1901 годах общее число стипендиатов и стипендиаток Общества колебалось от 33 (в 1891) до 26 (в 1895). По традиции, некоторые стипендиаты учились в духовных семинариях. В 1899—1901 гг. в Петербурге на средства членов Общества было выстроено общежитие для славянских студентов.
Петербургское (Петроградское) славянское общество в 1921 году вошло в ведение РАН под наименованием «Научное славянское общество», а в 1923 году прекратило своё существование.

### Киев

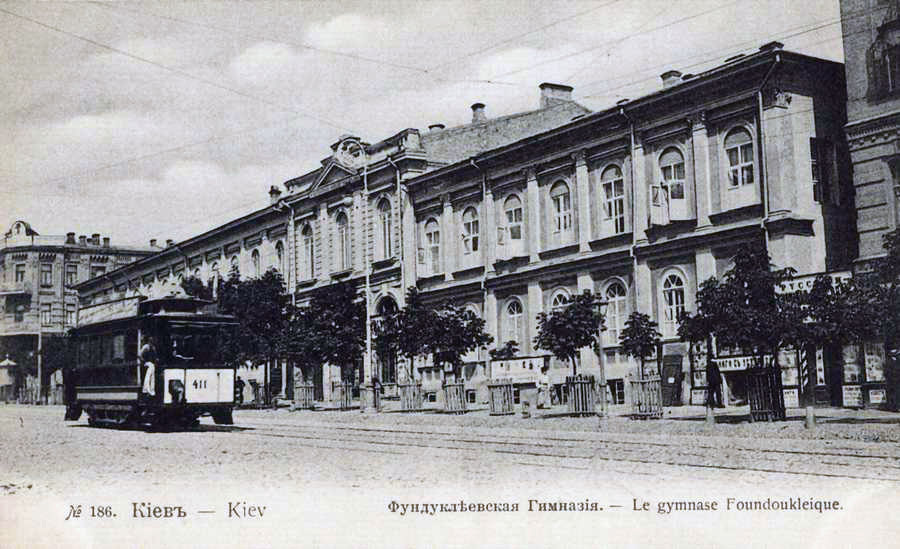
Фундуклеевская женская гимназия. Киев

После визита в Киев и встречи там с местной общественностью М. П. Погодин привёз в Московский комитет, прошение о создании отделения нового отделения. 28 Ноября 1869 года было получено уведомление № 3933, о том, что «Государственный Канцлер князь Горчаков не находит препятствий к открытию в Киеве, по примеру Петербурга, особого отдела Московского Славянского Благотворительного Общества».
В особом собрании, состоявшемся 21 декабря 1869 года в киевской Фундуклеевской женской гимназии уведомление было зачитано. Членами общества стали: Епископ Порфирий —председатель общества, М. В. Юзефович — вице-председатель, А. И. Линиченко — казначей, В. А. Бильбасов — секретарь, а также княгиня Н. А. Дондукова-Корсакова, киевский губернатор М. К. Катакази, попечитель киевского учебного округа П. А. Антонович, ректор киевской духовной академии архимандрит Филарет, ректор университета А. П. Матвеев, Н. П. Задерацкий.
Устав Киевского Славянского Благотворительного Общества был утверждён 28 мая 1877 года.

### Одесса
11 мая 1870 года утвержден устав Одесского славянского благотворительного общества имени Св. Кирилла и Мефодия.
Одним из учредителей и первым секретарём одесского общества был попечитель Одесского учебного округа С. П. Голубцов, секретарём — филолог, профессор Новороссийского университета В. И. Григорович. Членом Одесского славянского благотворительного общества был С. Ю. Витте.
В 1903—1910 годах председателем общества был И. А. Линниченко.

## Деятельность комитета
Вначале Общество финансировало учёбу болгар в русских учебных заведениях. Позже его деятельность значительно расширилась с помощью графини Антонины Блудовой. Комитет поддерживал русские школы в районах расселения западных славян.
Во время сербско-турецкой войны 1875—1876 годов Киевское Славянское благотворительное общество на свои средства снаряжало добровольцев в Сербию и Болгарию, оказывало помощь пострадавшим в Боснии и Герцеговине.
В 1864 году с помощью настоятеля русской посольской церкви в Вене протоиерея, Михаил Фёдорович Раевский, (письма Одоевского) и его знакомые Вукa Караджичa и философа, филологa и писателя сербской церковной музыки Сандич Александр (выходцы из Черногории), графиня Антонина Дмитриевна Блудова передалa финансовую помощь Свято-Троицкому Плевском монастыре «для монашеские кельи, что турки-османы сожгли в огне».
В связи с неурожаем в 1888 году общество помогало Черногории.
С 1899 года действовало в Болгарии.

## Литературные издания общества
- «Славянский сборник» (3 т., 1875—1876) — статьи о различных славянских народах
- «Этнографическая карта славянских народностей», М. Ф. Миркович (1874)
- Статистические таблицы распределения славян с объяснительной запиской А. С. Будиловича (Приложение к «Этнографической карте славянских народностей» М. Ф. Мирковича)
- «Германизация балтийских славян» О. О. Первольф (1876)
- «Обзор областей Западного и Южного Славянства», Антон С. Будилович (1887)
- «Как возник и развивался в России восточный вопрос», Ф. Успенский (1887)
- «Грамматика сербского языка», Стоян Новакович (1890)
- «История Плевле», Терзич Славенко (2009)

### Архивные фонды
- ГАРФ. Ф. 1750. Московский Славянский комитет. Оп. 1. Д. 2, 28, 49, 51 и др.
- ГАРФ. Ф. 730. И. П. Игнатьев. Оп. I. Д. 49. 2061.
- АВПРИ. Ф. 495. Славянский стол. Оп. 495. Д. 11087, 11139, 11295, 11717.
- ЦИАМ. Ф. 1901. Московское Славянское Благотворительное общество. Оп. 1. Д. 4.
- ЦГИА СПб. Ф. 400. Санкт-Петербургское Славянское Благотворительное общество. Оп. 1 Д. 159, 851, 852, 1112 и др.
- РГАДА. Ф. 1256. Бахметевы. Оп. 1. Д. 590, 738. Ф. 1277. Самарины. Оп.1. Д. 79.
- РГИА. Ф. 797. Фонд Канцелярии Обер-Прокурора Святейшего Правительствующего Синода Оп. 35, стол № 2. д. 89.
- РГБ Ф. 278 Славянское благотворительное общество